# Pierre armée
La pierre armée est l'autre nom du chaînage des murs, réalisé avec des armatures et des tirants métalliques noyés dans la maçonnerie. Ceux-ci communiquent à l'ouvrage maçonné une capacité mécanique accrue de résistance à la flexion.
Ces tirants métalliques reprennent les efforts de traction que la pierre, qui travaille naturellement en compression, n'est pas capable d'assumer ; cette technique permet par exemple de renforcer la résistance à la traction et ainsi d'augmenter la portée d'une plate-bande.
La technique de pierre armée tout comme l'usage de la pierre naturelle est aujourd'hui progressivement abandonnée, au profit du béton armé.
Historiquement des chaînes à maillons ont été utilisées pour former des tirants horizontaux afin d'éviter à la structure bâtie de se dissocier.

## Histoire
On trouve, dans presque toutes les constructions mérovingiennes et carolingiennes, des pièces de bois noyées longitudinalement dans l’épaisseur des murs, en élévation et même en fondation. Au XIIe siècle, ceux-ci sont remplacés par des crampons ou agrafes et par la suite par de véritables chaînes, des chaînages à demeure dans les maçonneries. Cette façon de faire se retrouve dans la Sainte-Chapelle de Paris qui est érigée au XIIIe siècle par Pierre de Montereau. Début XIXe siècle la chaîne désigne une suite de plusieurs barres de fer, liées et assemblées par crochets, par clavettes, par des moufles, par des entailles ou assemblages à trait de Jupiter, et que l'on place dans l'épaisseur des murs ou en travers pour en empêcher la désunion ou l'écartement.

## Bâtiments mettant en œuvre la pierre armée

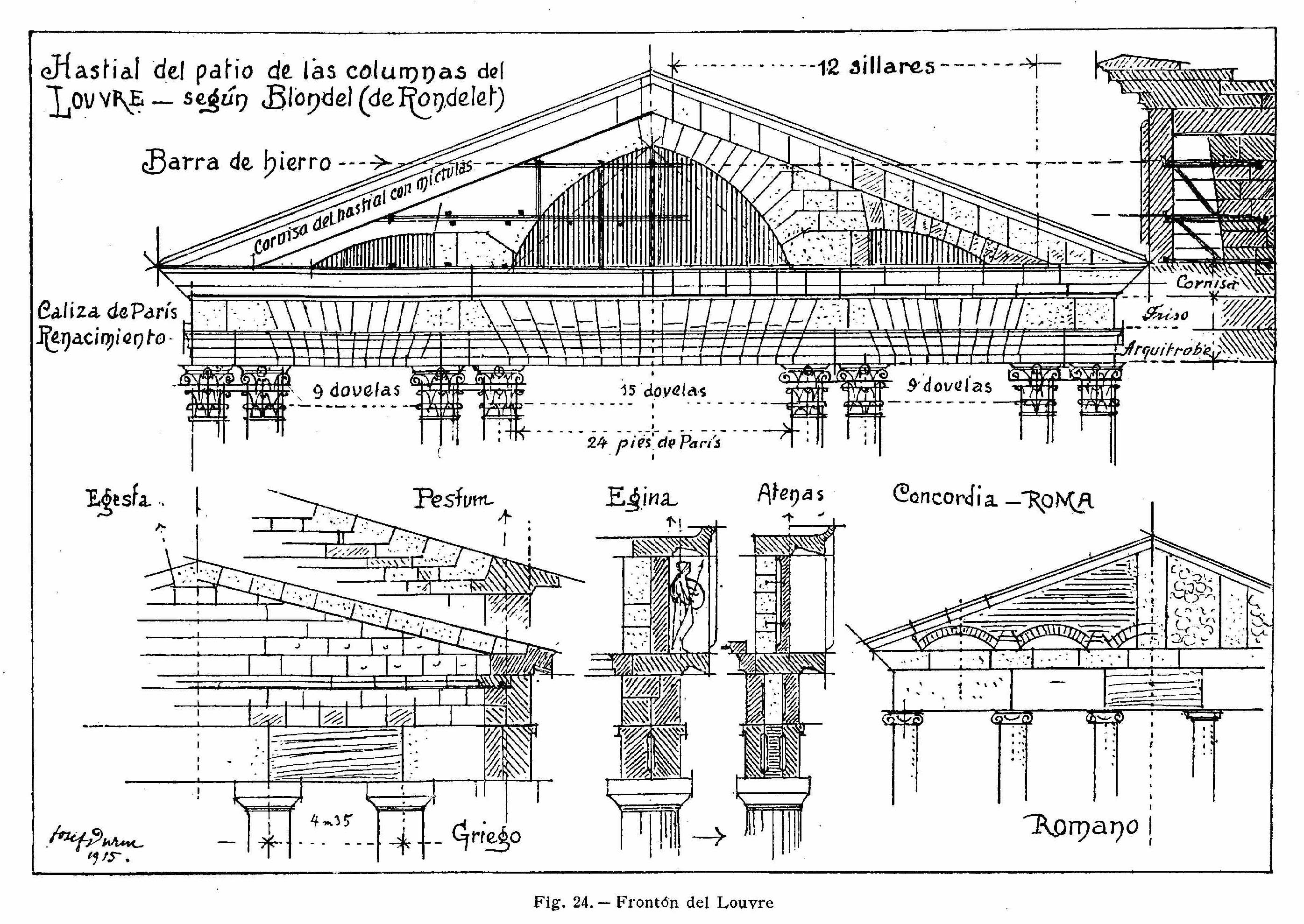
Colonnade du Louvre de Claude Perrault.
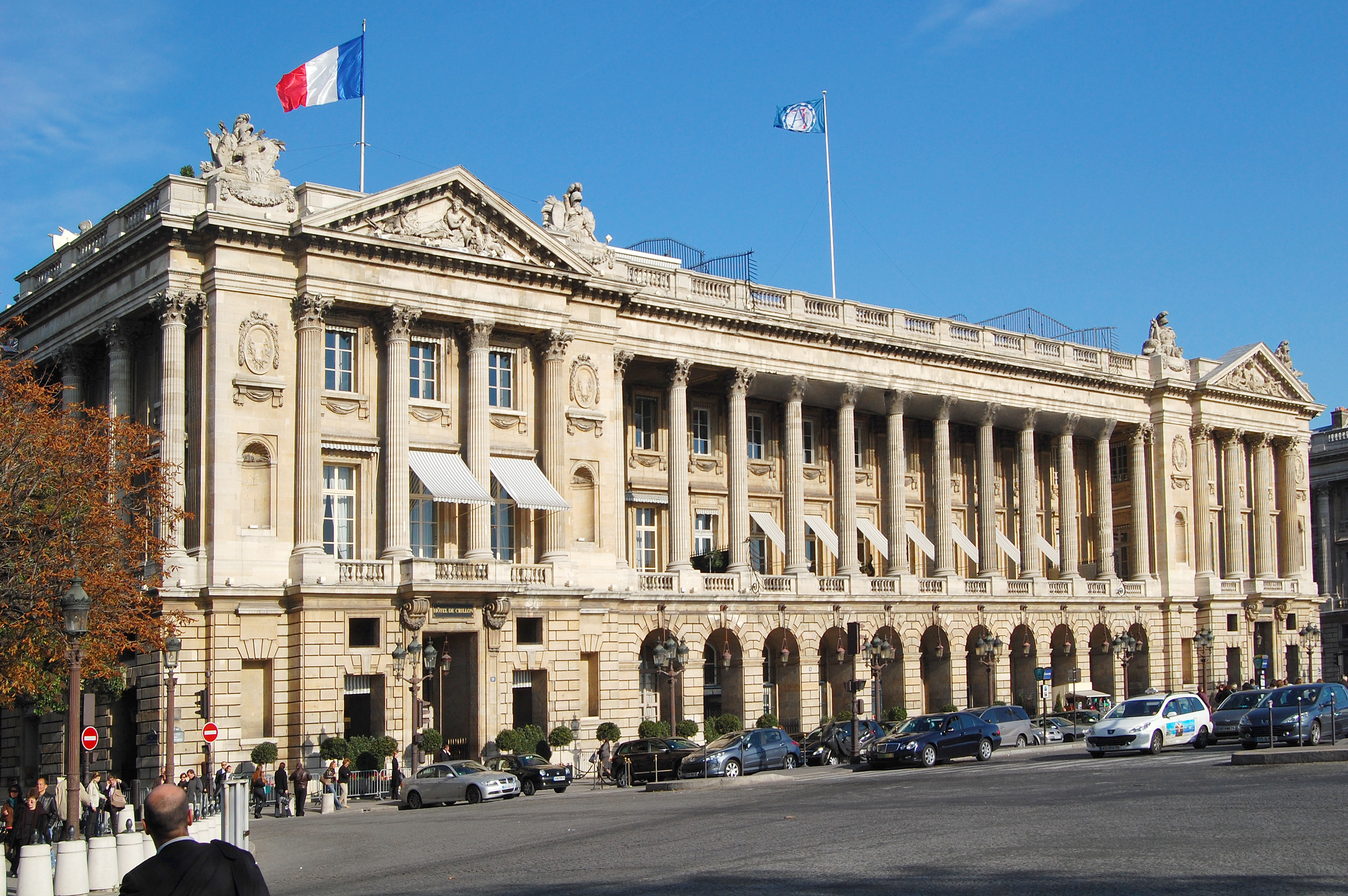
Façades de la place de la Concorde, de Ange-Jacques Gabriel.

### Cas du Panthéon de Paris
Cette technique a été mise en œuvre particulièrement, par l'architecte Jacques-Germain Soufflot, pour la construction de 1758-1790 de l'Église Sainte-Geneviève à Paris, aujourd'hui Panthéon (il meurt avant la fin des travaux, en 1780). À la suite de chutes de pierres à l'intérieur de l'édifice, des travaux entrepris dans les années 1990 avaient permis d'éviter de nouvelles chutes de pierres.
Un audit de la structure du bâtiment est mené en 2005 par Carlo Blasi, architecte de l'université de Parme (Italie). Son rapport n'a été rendu public qu'en 2008, dans la revue spécialisée Engineering and Fractures Mechanics, de février-mars 2008. Le problème des fissures et cassures constatées, provient en partie, du fait que la pierre armée est beaucoup plus fragile que la maçonnerie traditionnelle, en raison de la rigidité du métal, et de la corrosion dans le temps par l'humidité, ce qui nécessite un entretien constant,.
De nouveaux travaux de restauration sont menés par le Centre des monuments nationaux depuis le 25 janvier 2013, début de la campagne, et vont durer pas moins d'une décennie. En 2014 commence la rénovation du dôme, prévue jusqu'en février 2015. Le temps de traiter et de renforcer les armatures métalliques extérieures, de mener à bien la réfection des couvertures en plomb, en cuivre et en pierre, afin de résoudre les problèmes d'étanchéité du monument. La fin programmée du chantier se situe en 2022, pour un budget prévisionnel estimé à 100 millions d’euros. 

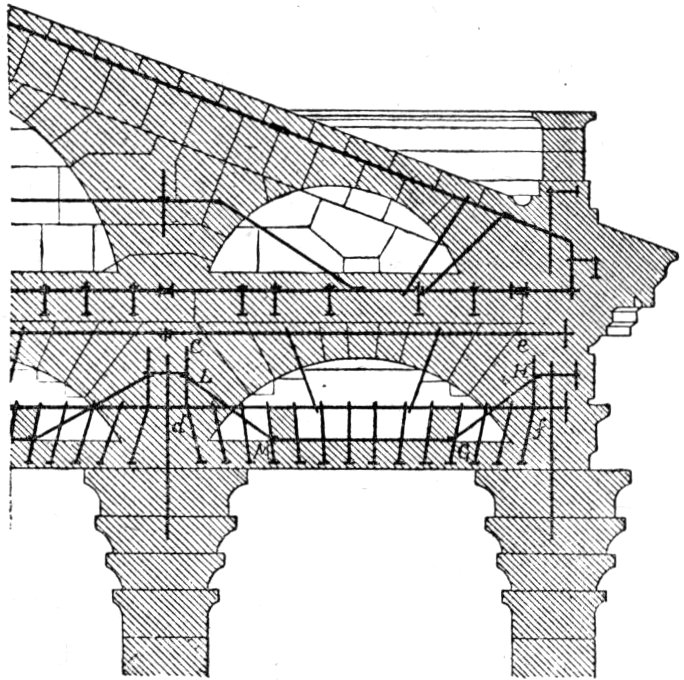
Panthéon de Paris, de Jacques-Germain Soufflot.
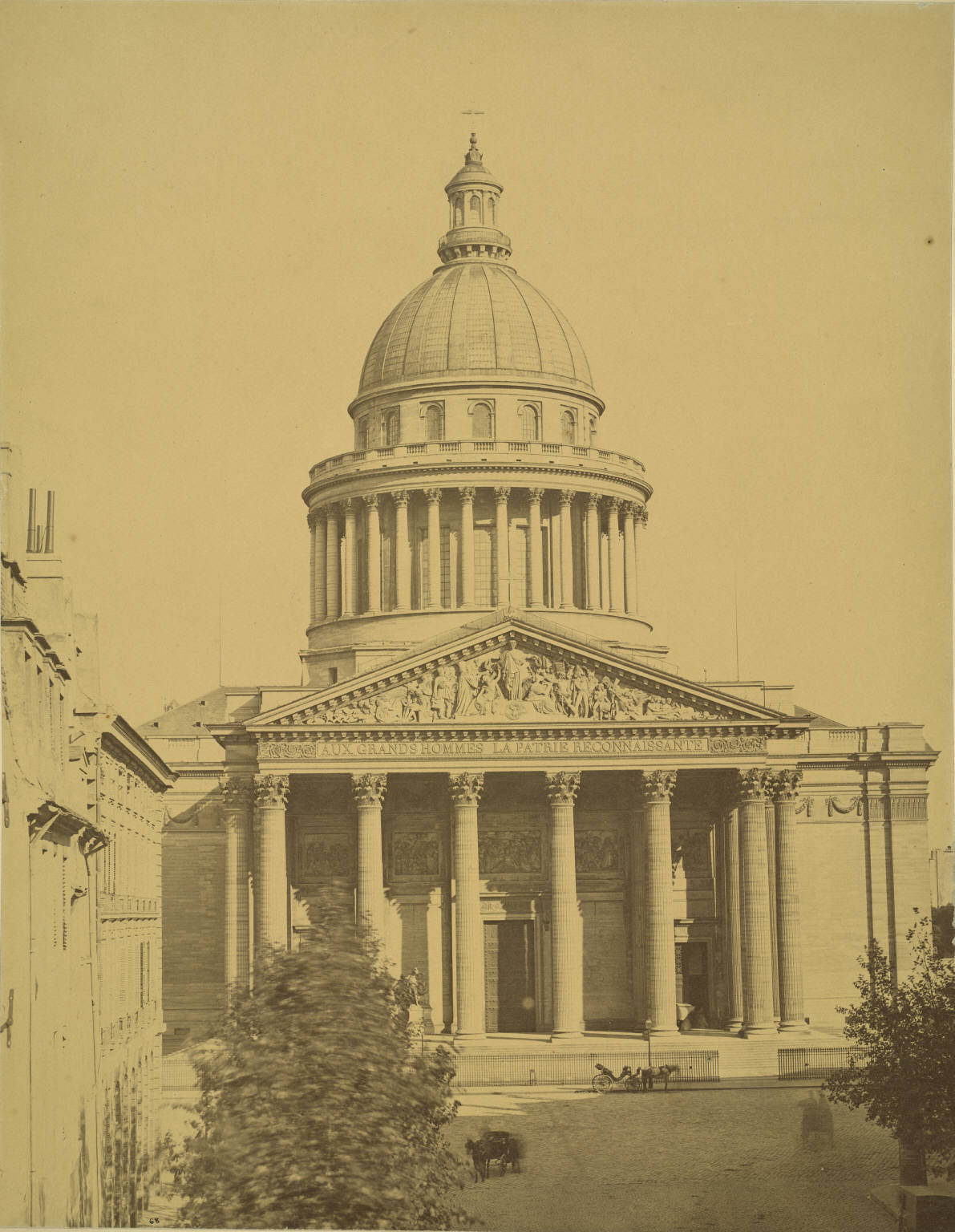
Le Panthéon de Paris en 1858
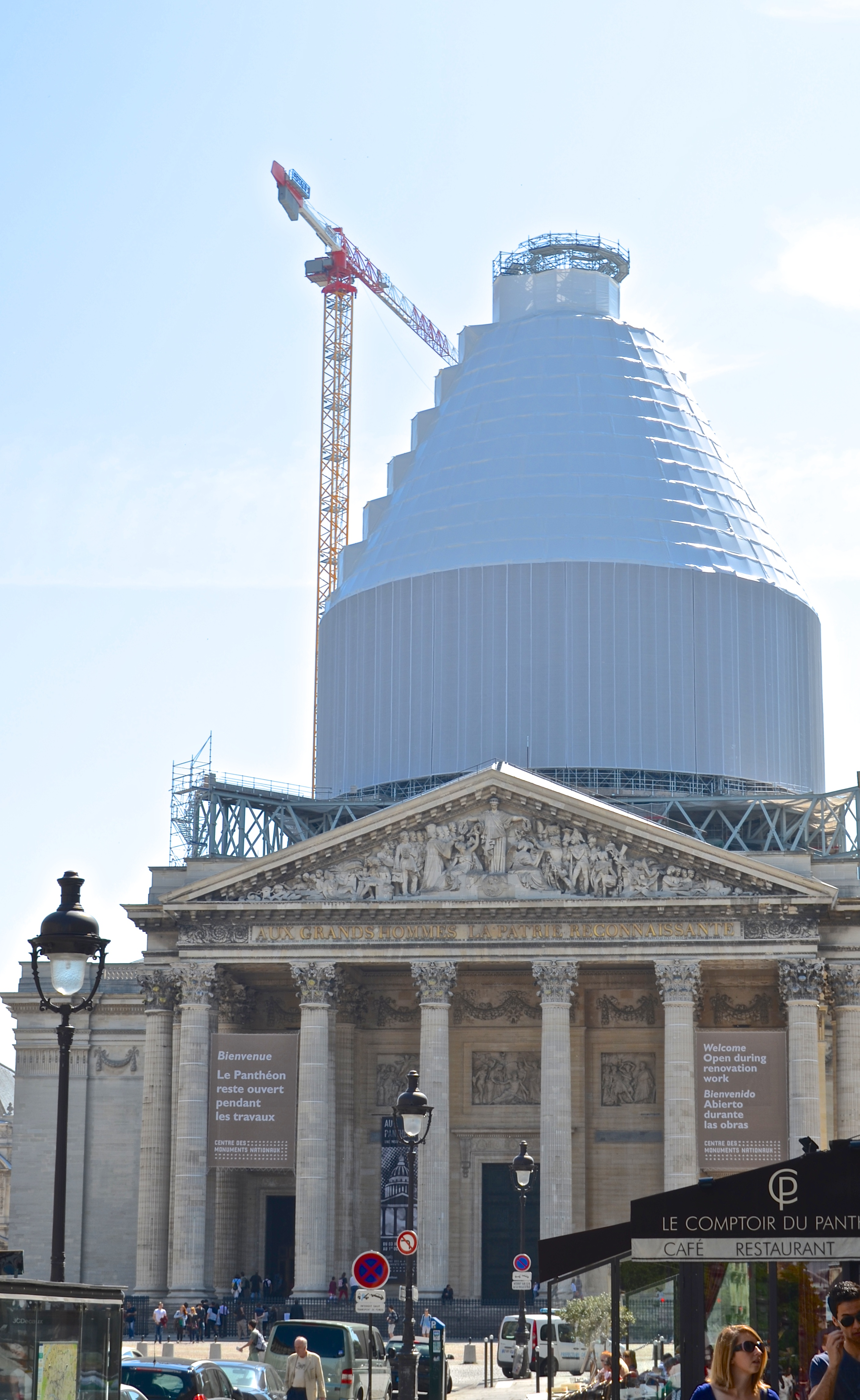
Restauration en mai 2014, de la coupole du Panthéon de Paris